# Стрибки у воду на Європейських іграх 2023 — трамплін, 1 метр (жінки)
Змагання зі стрибків у воду з метрового трампліна серед жінок на Європейських іграх 2023 відбулись 28 червня.

## Результати[1][2]
| Місце | Спортсмен             | Країна          | Попередні змагання | Попередні змагання | Фінал              | Фінал              |
| Місце | Спортсмен             | Країна          | Бали               | Місце              | Бали               | Місце              |
| ----- | --------------------- | --------------- | ------------------ | ------------------ | ------------------ | ------------------ |
| 1     | Мішель Гаймберг       | Швейцарія       | 253.60             | 4                  | 273.25             | 1                  |
| 2     | Емілія Нільссон       | Швеція          | 274.35             | 1                  | 273.10             | 2                  |
| 3     | Грейс Рід             | Велика Британія | 254.50             | 3                  | 266.90             | 3                  |
| 4     | К'яра Пеллакані       | Італія          | 255.40             | 2                  | 264.35             | 4                  |
| 5     | Лена Гентшель         | Німеччина       | 253.35             | 5                  | 260.75             | 5                  |
| 6     | Елена Бертоккі        | Італія          | 247.70             | 6                  | 250.65             | 6                  |
| 7     | Джетте Мюллер         | Німеччина       | 241.20             | 8                  | 250.65             | 7                  |
| 8     | Кая Скжек             | Польща          | 242.30             | 7                  | 247.70             | 8                  |
| 9     | Ганна Письменська     | Україна         | 228.25             | 10                 | 236.80             | 9                  |
| 10    | Лорін Галласелка      | Фінляндія       | 223.95             | 12                 | 233.50             | 10                 |
| 11    | Гелле Туксен          | Норвегія        | 235.45             | 9                  | 232.65             | 11                 |
| 12    | Каролін Купка         | Норвегія        | 225.10             | 11                 | 223.90             | 12                 |
| 13    | Александра Блажовська | Польща          | 222.85             | 13                 | Завершили змагання | Завершили змагання |
| 14    | Росіо Велазкес Ролдан | Іспанія         | 215.55             | 14                 | Завершили змагання | Завершили змагання |
| 15    | Меделін Кокез         | Швейцарія       | 212.60             | 15                 | Завершили змагання | Завершили змагання |
| 16    | Голлі Прасатто        | Велика Британія | 208.80             | 16                 | Завершили змагання | Завершили змагання |
| 17    | Елна Відерстром       | Швеція          | 204.30             | 17                 | Завершили змагання | Завершили змагання |
| 18    | Джея Патріка          | Латвія          | 201.65             | 18                 | Завершили змагання | Завершили змагання |
| 19    | Патрісія Кун          | Угорщина        | 201.50             | 19                 | Завершили змагання | Завершили змагання |
| 20    | Віта Слаюте           | Литва           | 197.50             | 20                 | Завершили змагання | Завершили змагання |
| 21    | Амелі Форстер         | Румунія         | 191.05             | 21                 | Завершили змагання | Завершили змагання |
| 22    | Клер Краян            | Ірландія        | 187.85             | 22                 | Завершили змагання | Завершили змагання |
| 23    | Естілла Мосена        | Угорщина        | 185.05             | 23                 | Завершили змагання | Завершили змагання |
| 24    | Тереза Єлінкова       | Чехія           | 167.60             | 24                 | Завершили змагання | Завершили змагання |
| 25    | Урта Валейсайте       | Литва           | 159.05             | 25                 | Завершили змагання | Завершили змагання |